# 吟風閣雜劇
《吟風閣雜劇》，雜劇集名，清代楊潮觀撰。

## 版本
據周妙中《清代戲曲史》云，其所見《吟風閣》版本凡十種，即：
1. 乾隆二十九年甲申（1764）桂月恰好處原刊本。僅二卷二十八種雜劇。
2. 乾隆三十四年己丑（1769）恰好處重刊本。四卷三十種雜劇，較甲申本添出《灌口二郎初顯聖》、《魏徵破笏再朝天》二種。
3. 乾隆三十九年甲午（1774）恰好處重刊本。四卷三十二雜劇。
4. 嘉慶庚辰（1820）屋外山房重刊本。
5. 嘉慶庚辰（1820）屋外山房重刊本。
6. 清刊本，未署刊印年月及出版處。
7. 民國二年（1913）上海六藝仁記書局校印本，底本爲吳氏寫韻樓鈔本。
8. 清刊本，周妙中推測是書賈據兩部殘書翻刻而成。
9. 抄本《吟風閣曲譜》尺。
10. 胡士瑩校注本，中華書局1963版。

## 劇作
卷一：《新豐店馬周獨酌》、《大江西小姑送風》、《李衛公替龍行雨》、《黃石婆授計逃關》、《快活山樵歌九轉》、《窮阮籍醉罵財神》；
卷二：《溫太真晉陽分別》、《邯鄲郡錯嫁才人》、《賀蘭山謫仙贈帶》、《開金榜朱衣點頭》、《夜香臺持齋訓子》、《汲長孺矯詔發倉》、《魯仲連單鞭蹈海》、《荷花蕩將種逃生》；
卷三：《灌口二郎初顯聖》、《魏徵破笏再朝天》、《動文昌狀元配瞽》、《感天后神女露筋》、《華表柱延陵掛劍》、《東萊郡暮夜卻金》、《下江南曹彬誓衆》、《韓文公雪擁藍關》、《荀灌娘圍城救父》、《信陵君義葬金釵》；
卷四：《偷桃捉住東方朔》、《換扇巧逢春夢婆》、《西塞山漁翁封拜》、《諸葛亮夜祭瀘江》、《凝碧池忠魂再表》、《大蔥嶺隻履西歸》、《寇萊公思親罷宴》、《翠微亭卸甲閒遊》。